# Keyboard

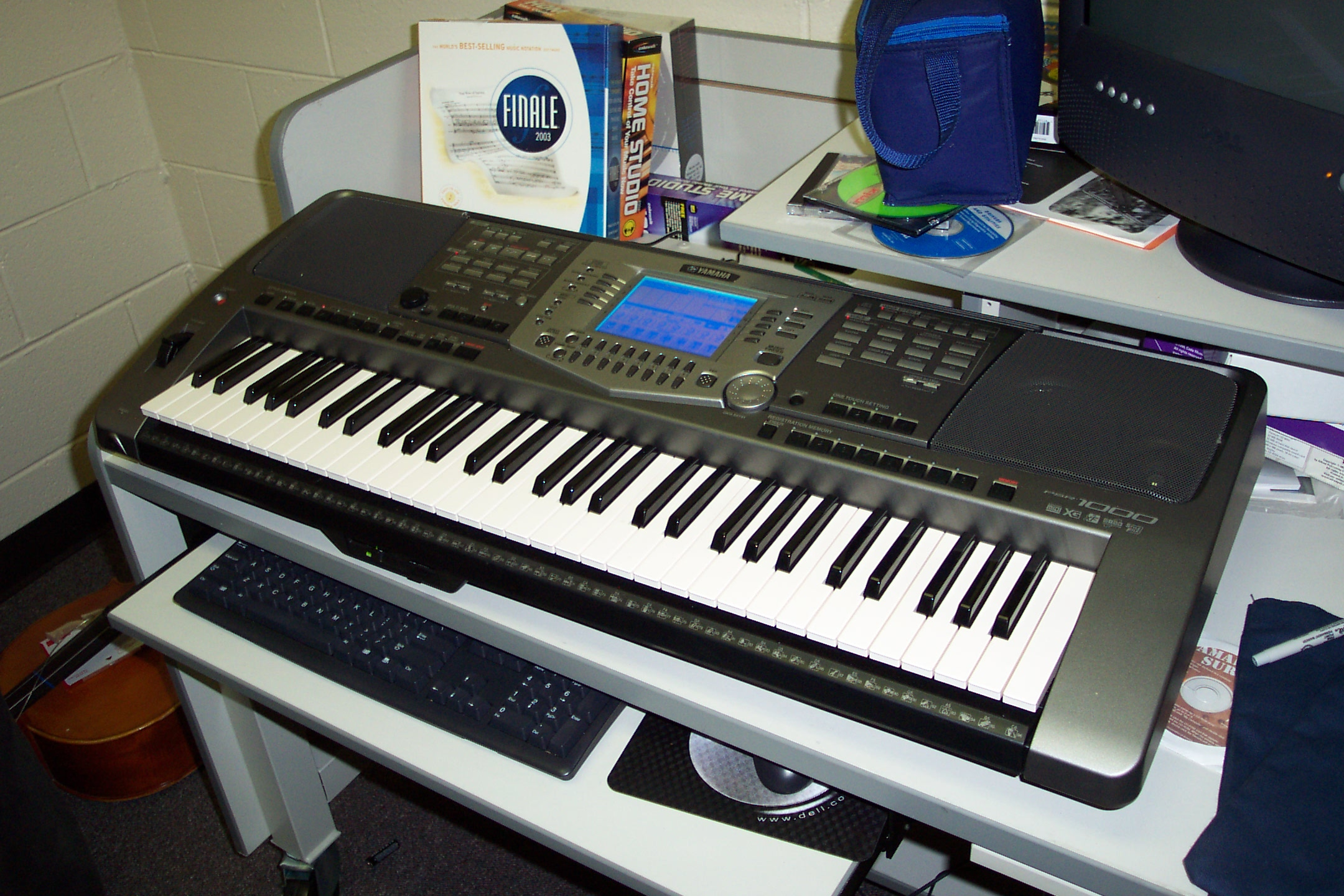
Hemkeyboard

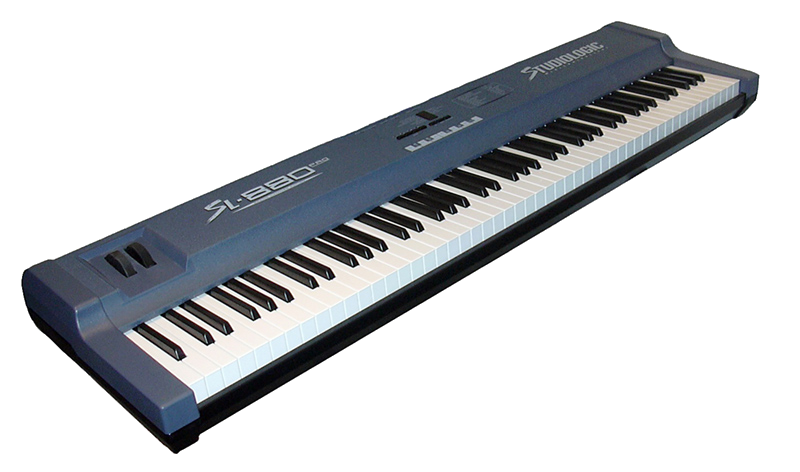
Masterkeyboard

Keyboard eller keyboard instrument är ett samlingsnamn för digitala och elektroniska klaverinstrument. En keyboardist är en person som spelar sådana instrument.

## Hemkeyboard
Ett hemkeyboard (eng. electronic keyboard eller home keyboard) är ett lågprisalternativ till professionella digitalpianon och synthesizrar. Det är ett elektroniskt musikinstrument med klaviatur och ljudmodul och har ofta inbyggd förstärkare och högtalare. Instrumentet kan även innehålla trummaskin, effektenheter (till exempel reverb) och sequenser för inspelning, och kan ofta MIDI-styras från en dator.  
De flesta keyboard är anslagskänsliga, vilket innebär att instrumentet registrerar kraften i anslaget mot tangenterna och kan variera volym och karaktär i det genererade ljudet beroende på anslagskraften. Att ljudet anpassas efter anslaget är helt nödvändigt för att efterlikna ett akustiskt piano, medan detta inte är nödvändigt för att efterlikna traditionella orgelinstrument där volym och karaktär inte påverkas av kraften i anslaget.  
Enklare keyboard har ovägda tangenter och ger inte samma "motstånd" eller "tyngd" som tangenterna på ett akustiskt piano. Vid ovägda tangenter är det egentligen inte kraften i anslaget som registreras, utan hastigheten.  
För att realistiskt efterlikna ett akustiskt piano bör keyboarden ha vägda tangenter, vilket är en mekanisk konstruktion som efterliknar känslan i ett akustiskt piano. Vägda tangenter finns i olika utföranden, där ökad realism ger ökad vikt och högre pris för instrumentet.  
Hemkeyboard har ofta funktioner för ackordgenerering och automatiskt ackompanjemang, och levereras ofta med självstudiekurser och funktionalitet för att efterhärma och lära sig spela kända melodier och vanliga kompstilar utan behöva lära sig traditionella noter. 
Enklare keyboard kan ha 49, 61 eller 73 tangenter, medan fullstora keyboard har 88 tangenter.
Ljudmodulen i ett hemkeyboard baseras idag i allmänhet på samplingar (inspelningar) av verkliga instrument, på samma sätt som en samplingssynt.

## Masterkeyboard
Ett masterkeyboard är ett klaviatur utan egen ljudkälla. Det används för att styra andra ljudkällor via till exempel MIDI, CV/Gate eller USB. Klaviaturet har anslagskänsliga och ofta vägda tangenter. Vanligen finns förutom klaviaturet även kontroller för pitchbend, moduleringsgrad och generella kontroller som kan kopplas till valfri parameter.

## Kända tillverkare
- Casio
- Korg
- Roland
- Yamaha Corporation